# BTAF1
El factor asociado 172 a la proteína de unión a TATA (BTAF1) es una proteína codificada en humanos por el gen btaf1.
El inicio de la transcripción por la ARN polimerasa II requiere la asistencia de la proteína de unión a TATA (TBP) y de los factores asociados a TBP o TAFs (como TAF2B) en dos complejos distintos, TFIID y B-TFIID. El complejo TFIID está compuesto de TBP y más de 8 TAFs. Sin embargo, la mayor parte de TBP está presente en el complejo B-TFIID, que se compone de TBP y TAFII170, también llamado TAF172, y tiene actividad ATPasa dependiente de ADN.

## Interacciones
La proteína BTAF1 ha demostrado ser capaz de interaccionar con:
- Proteína de unión a TATA[4][2]